# لئو برژر
لئو برژر (انگلیسی: Léo Bergère؛ زادهٔ ۲۸ ژوئن ۱۹۹۶) ورزشکار ورزش سه‌گانه اهل فرانسه است.
وی در مسابقات کشوری و بین‌المللی در مجموع برندهٔ ۳ مدال طلا، ۱ مدال برنز شده است.